# Tavelyn James
Tavelyn James, née le 2 février 1990 à Détroit (Michigan), est une joueuse de basket-ball américaine.

## Biographie
Cette native du Michigan (installée ultérieurement à Atlanta) suit également sa formation universitaire dans cet État avec les Eagles d'Eastern Michigan. Nommée dans le cinq des meilleures freshmen de la conférence. En sophomore, elle déjà dans le meilleur cinq de la Mid-American Conference (MAC) (idem en junior), dont elle est la meilleure scoreuse globale (11e au niveau national)et à trois points. En senior, elle aligne une moyenne de 23,8 points par rencontre. Meilleure joueuse de la MAC, elle est la seule des Eagles à cumuler plus de 1 500 points, 1 000 rebonds, 300 passes décisives et 200 interceptions. Elle établit aussi un record avec les Eagles de 10 paniers à trois points réussis, contre Kent State  le 11 février 2012. Championne de la MAC en 2012, elle est honorée par le Frances Pomeroy Naismith Award qui récompense une joueuse de moins de pour ses qualités académiques et sportives : « Par ses remarquables capacités humaines et sportives,  Tavelyn illustre toutes les qualités requises » selon John L. Doleva, président du Naismith Memorial Basketball Hall of Fame.
Diplômée en administration de la santé, elle est détentrice du record historique de points des Eagles avec 2 470 points (battant le record datant de 29 ans de Laurie Byrd de 1 899 points) mais n'est pas draftée. Elle est cependant testée par le Lynx du Minnesota en pré-saison WNBA.
Forte scoreuse et rapide en percussion (19,2 points de moyenne au cours de ses années en NCAA), elle commence sa carrière professionnelle en Israël à Elitzur Holon pour la saison 2012-2013. Elle en garde un mauvais souvenir, son équipe étant en bas de tableau et n'y finissant pas la saison.  « La meilleure chose en Israël c'est que j'y ai rencontré mon partenaire qui jouait aussi en Israël à ce moment. » Elle poursuit sa carrière en Slovénie avec le club d'Athlete Celje pour des statistiques de 19,7 points (44,4 % d'adresse aux tirs dont 38,6 % à trois points), 4,3 passes décisives et 2,5 rebonds de moyenne en 12 rencontres. Elle a choisi Celje pour sa réputation d'équipe tremplin vers des formations d'Euroligue. Vite nommée joueuse du mois de la Ligue Adriatique, elle s'adapte mieux à la vie locale apprenant à comprendre la langue locale sans toutefois la parler.
Elle signe à l'été 2014 pour le club français de Villeneuve-d’Ascq. Disant admirer Kobe Bryant puis Kawhi Leonard, pour son intensité et sa ténacité, elle choisit la France pour le bon niveau de son championnat et l'ESBVA-LM notamment pour pouvoir évoluer avec des joueuses plus expérimentées qu'en Slovénie. Toutefois, elle quitte le club avant le début de saison pour « raisons personnelles.. »

## Équipe nationale
Elle est la première joueuse de son université sélectionnée pour les Jeux panaméricains au Mexique en 2011. L'équipe, qui compte aussi Breanna Stewart alors lycéenne, se classe septième avec deux victoires pour deux défaites.
Face aux Argentines, elle marque 19 points pour contribuer à une victoire par 87 points à 41.

## Clubs
| Saisons   | Équipe                                                         | Pays       |
| --------- | -------------------------------------------------------------- | ---------- |
| 2008-2012 | Eagles d'Eastern Michigan                                      | États-Unis |
| 2012-2013 | Elitzur Holon                                                  | Israël     |
| 2013-2014 | ŽKK Athlete Celje                                              | Slovénie   |
| 2014-     | Entente Sportive Basket de Villeneuve-d'Ascq - Lille Métropole | France     |

## Palmarès
- Mid-American Conference Player of the Year 2012[3]

## Distinctions personnelles
- Lauréate du Frances Pomeroy Naismith Award[5]
- Sélection en équipe nationale pour les Jeux panaméricains 2011
- Championne de la Mid-American Conference 2012[3]
- MVP de la Ligue Adriatique 2014